# Standard V8
La V8 è un'autovettura prodotta dalla Standard dal 1937 al 1938.
La "V8" è stato l'unico modello costruito dalla Standard con motore V8. La vettura, disponibile solo in versione berlina quattro porte, era la più grande della serie Flying. Sebbene la "V8" non portasse il nome Flying nella denominazione, il modello faceva parte della serie citata perché possedeva una carrozzeria decisamente aerodinamica.
Il modello aveva installato un motore V8 a valvole laterali da 2.686 cm³ di cilindrata. L'alesaggio e la corsa erano, rispettivamente 63,5 mm e 106 mm. Il motore era dunque a corsa lunga. La potenza erogata dal propulsore era di 75 CV a 4.000 giri al minuto. Il cambio era tre rapporti, e la trazione era posteriore. La velocità massima raggiunta dal modello era 129 km/h.
Già nell'anno seguente il lancio, la "V8" venne tolta di produzione senza il lancio di nessun modello successore.